# Großsteingrab Ketelsby
Das Großsteingrab Ketelsby ist eine megalithische Grabanlage der jungsteinzeitlichen Trichterbecherkultur bei Ketelsby, einem Ortsteil von Boren im Kreis Schleswig-Flensburg in Schleswig-Holstein. Es trägt die Sprockhoff-Nummer 44.

## Lage
Das Grab befindet sich südwestlich von Ketelsby und südlich von Hegeholz im gleichnamigen Waldgebiet.

## Beschreibung
Die Anlage besitzt ein annähernd ost-westlich orientiertes rechteckiges Hünenbett mit einer Länge von etwa 35 m und einer Breite von 6 m. Ernst Sprockhoff konnte 1956 noch fünf Umfassungssteine an der nördlichen und zehn an der südlichen Langseite feststellen. Ein im Osten liegender Stein könnte von der östlichen Schmalseite stammen. Die Hügelschüttung ist stark zerflossen. Eine Grabkammer ist nicht zu erkennen.